# ارکی پاکن
ارکی پاکن (انگلیسی: Erkki Pakkanen؛ ۱۹ آوریل ۱۹۳۰ – ۲۳ آوریل ۱۹۷۳ (aged 43)) ورزشکار بوکس اهل فنلاند بود.
وی در مسابقات کشوری و بین‌المللی در مجموع برندهٔ ۱ مدال برنز شده‌است.